# Lee Jung-bin
Đây là một tên người Triều Tiên, họ là Lee.
Lee Jung-bin (sinh ngày 11 tháng 1 năm 1995) là một tiền vệ bóng đá Hàn Quốc thi đấu cho Incheon United.